# Geopora
Geopora Harkn., Bulletin of the California Academy of Science 1: 168 (1885).
Geopora è un genere di funghi ascomiceti appartenente alla famiglia Pyronemataceae.
Hanno carpoforo a forma di tubero, peridio noduloso, carne (gleba) chiara e con grosse cavità. Non sono commestibili.

## Specie diGeopora
La specie tipo è Geopora cooperi Harkn. (1885), altre specie incluse sono:
- Geopora annullata Gilkey
- Geopora arenicola (Lév.) Kers (1974)
- Geopora arenosa (Fuckel) S. Ahmad (1978)
- Geopora brunneola Harkn. (1899)
- Geopora cervina (Velen.) T. Schumach. (1979)
- Geopora clausa (Tul. & C. Tul.) Burds. (1968)
- Geopora foliacea (Schaeff.) S. Ahmad (1978)
- Geopora glabra Gilkey (1939)
- Geopora graveolens W. Oberm.
- Geopora herinkii (Svrček) Senn-Irlet (1989)
- Geopora longii (Seaver) Korf & Burds. (1968)
- Geopora magnata Harkn. (1899)
- Geopora magnifica Gilkey
- Geopora mesenterica Harkn. (1899)
- Geopora nicaeensis (Boud.) M. Torre (1976)
- Geopora pellita (Cooke & Peck) T. Schumach. (1979)
- Geopora perprolata B.C. Zhang (1992)
- Geopora schackii Henn. (1898)
- Geopora sepulta (Fr.) Korf & Burds. (1968)
- Geopora sumneriana (Cooke) M. Torre (1976)
- Geopora tenuis (Fuckel) T. Schumach. (1979)

## Sinonimi
- Sepultaria (Cooke) Boud., Bulletin de la Société Mycologique de France 1: 104 (1885)